# Guaiacum sanctum
El guayacán de América o guayacancillo de Cuba (Guaiacum sanctum) es una especie perteneciente a la familia Zygophyllaceae. Es originaria de América.

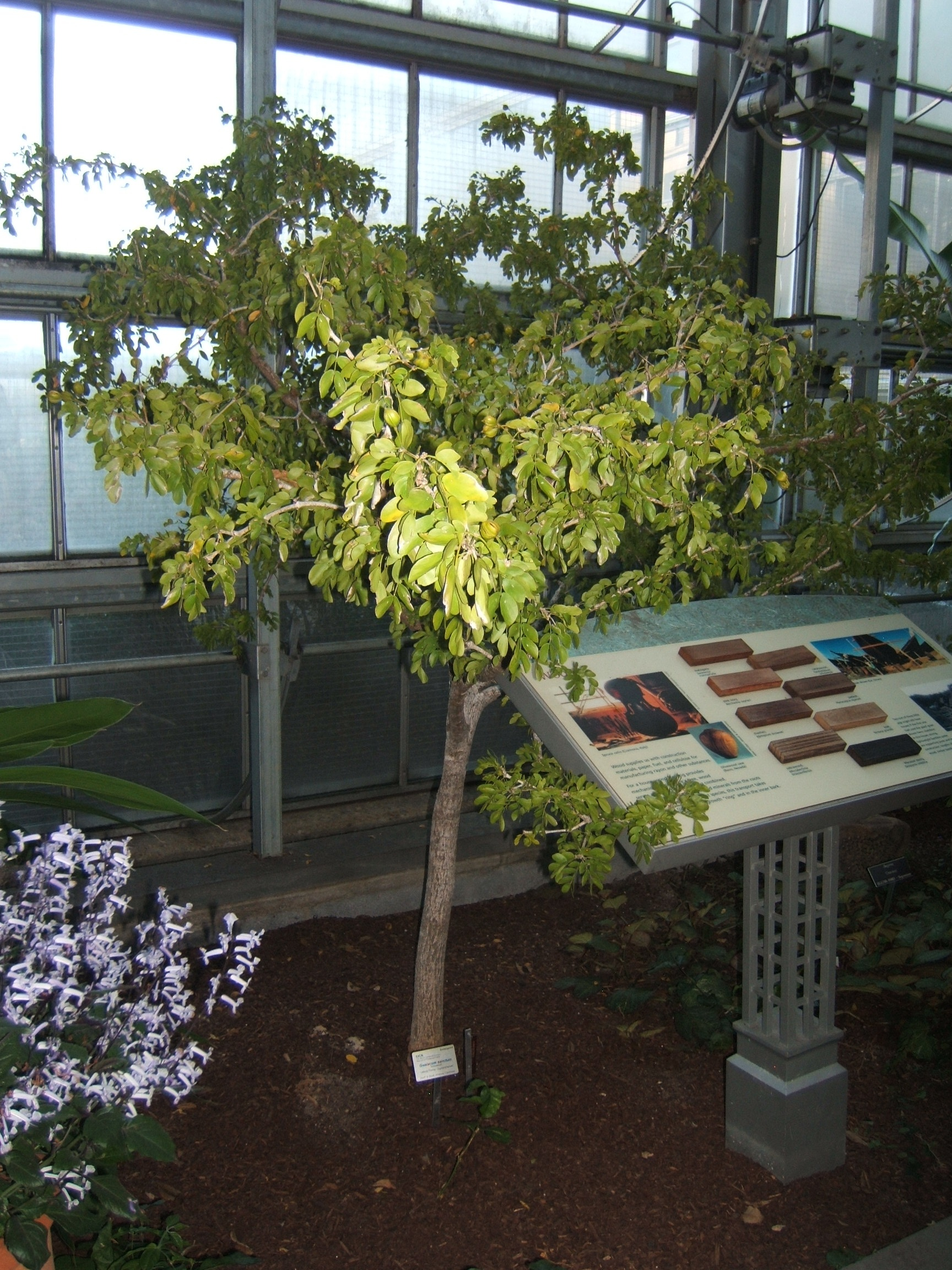
Planta

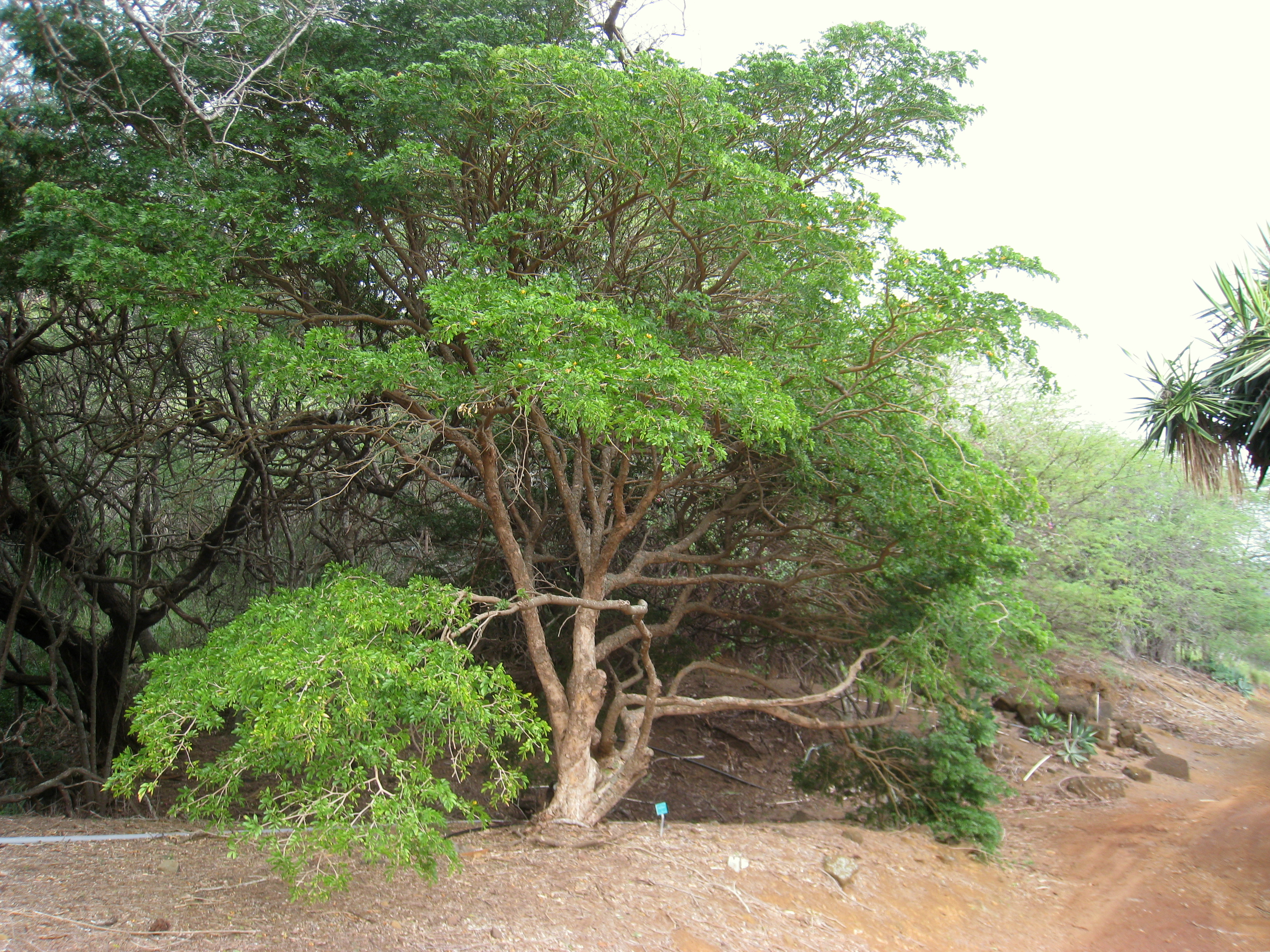
Vista de la planta

## Descripción
Este árbol es una de las dos especies que producen la madera Lignum Vitae. La otra especie es  Guaiacum officinale. Este pequeño árbol crece lentamente y alcanza una altura de 7 metros con un tronco de 50 cm de diámetro. Es esencialmente perenne. Las hojas son compuestas de 2,5 a 3 cm de longitud y 2 cm de ancho. Las flores tienen cinco pétalos azules y producen un fruto amarillo con carne roja y semillas negras.

## Distribución y hábitat
Se encuentra en  Bahamas, Belice, Costa Rica, Cuba, República Dominicana, El Salvador, Guatemala, Haití, Honduras, México, Nicaragua, Panamá, Puerto Rico, y sur de Florida en EE. UU.. Se la trata en peligro de extinción por pérdida de hábitat.

## Taxonomía
Guaiacum sanctum fue descrita por Carlos Linneo y publicado en Species Plantarum 1: 382. 1753.
Etimología
Guaiacum: nombre genérico que tiene su origen en el lenguaje  Maipureano, que es hablado por los Taínos de Las Bahamas; y que fue adoptado al inglés en 1533, como la primera palabra en esta lengua de origen americano.
sanctum: epíteto latíno que significa "sagrado"
Sinonimia

## Sinonimia
- Guaiacum guatemalense Planch. ex Hemsl.
- Guaiacum verticale Ortega
- Guaiacum multijugum Stokes
- Guaiacum parvifolium Nutt.
- Guaiacum sloanei Shuttlew. ex A.Gray[5]